# 南極企鵝
，是一種生活在南桑威奇群島、南極洲、南奧克尼群島（英語：South Orkney Islands）、胡克角（南設得蘭群島）、南喬治亞島、布韋島、巴勒尼群島（英語：Balleny Islands）和彼得一世島等地的企鵝。其頭部下面有一條黑色的紋帶，使牠們看上去好像在戴著盔帽一般，故又稱帽帶企鵝，亦因為牠們有這些特徵，牠們成為了最容易被辨認的企鵝之一。牠們身長60-70公分，全球迄今為止共有7,500,000對有繁殖能力的南極企鵝。成年的南極企鵝平均重約4.5公斤。牠們主要以磷蝦、蝦和魚類為食。

## 分類學

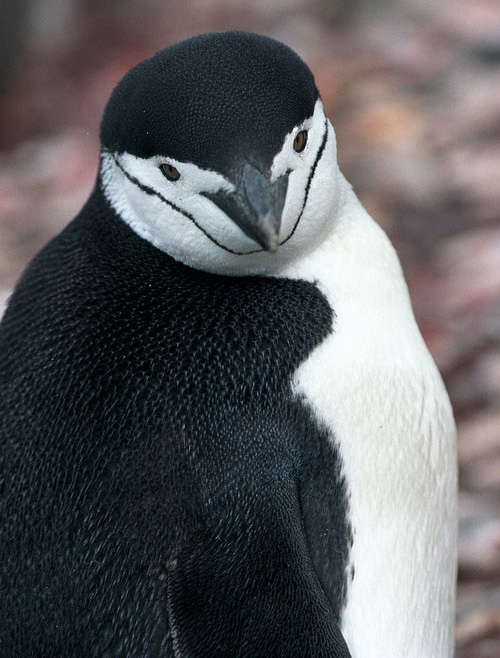
頭部前視圖。

南極企鵝於1781年由德國自然學家福斯特首度被描述。其學名一直以「antarctica」見名，但至2002年，一份報告指出其屬於阿德利企鵝屬（Pygoscelis），故此後其正確的生物學名為「Pygoscelis antarcticus」。
南極企鵝是阿德利企鵝屬的三個成員之一。粒線體及細胞核的脫氧核糖核酸證據顯示，阿德利企鵝屬約於3800萬年前從其他企鵝的物種中分裂出來，即其祖先王企鵝屬（Aptenodytes）分裂出來之後的約200萬年。阿德利企鵝在約1900萬年前從該屬分裂出來，而南極企鵝和巴布亞企鵝亦在約1400萬年前分裂出來。

## 行為

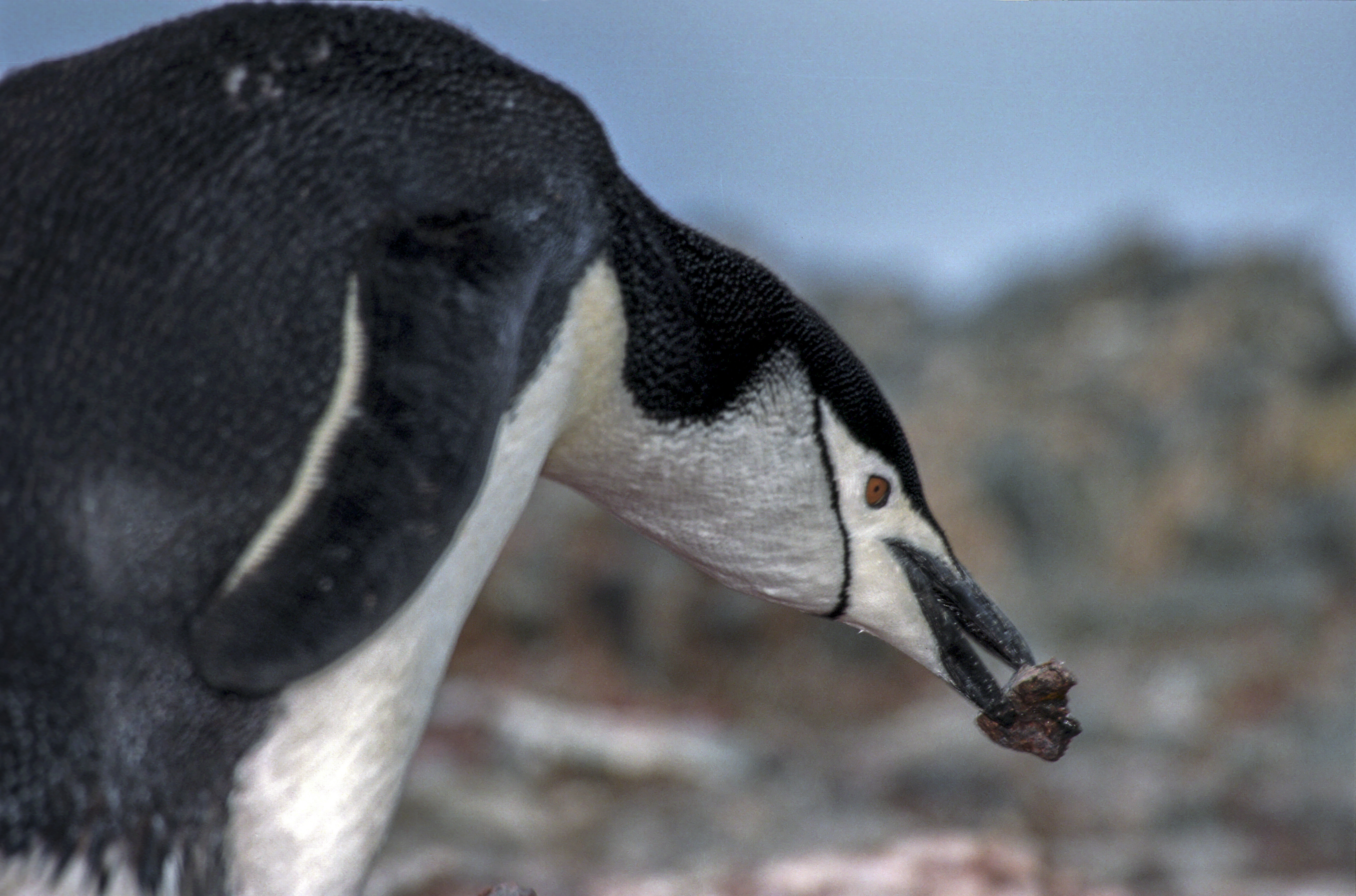

南極企鵝是最大膽和最具侵略性的企鵝之一。在陸地上，南極企鵝會築起一個個由石頭組成圓形的巢，每次孵約兩隻蛋，而孵蛋的工序則會由雄性和雌性輪流進行，為期5至10天。牠們亦會在冰山上進行繁殖，但畢竟牠們是比較喜歡在沒有冰的環境下繁殖。幼企鵝會在約35天後孵出，初生時，其背部和腹部分別有灰色和白色的絨毛。幼企鵝在巢中多逗20至30天之後就會離巢。在出生後50至60天後，牠們會換毛，換為成體的毛之後就可以出海。
成年的南極企鵝在繁殖季節為了保持警覺，每次睡覺平均只睡約四秒，但每天會睡超過一萬次，累積睡眠時間長達11小時，這種短時間睡眠稱為「微睡眠」，這種獨特的睡眠模式與高度壓力的生活環境有關。當南極企鵝外出覓食時，伴侶會獨自留守巢中孵蛋或照顧幼鳥，若睡眠時間太長，可能會令蛋或幼鳥被同伴或天敵攻擊或捕食。時間極短的「微睡眠」，有助南極企鵝保持警覺，遭遇危險情況時能夠及時反應，同時頻繁的「微睡眠」累積起來，亦足以像普通睡眠般，讓南極企鵝恢復體力。

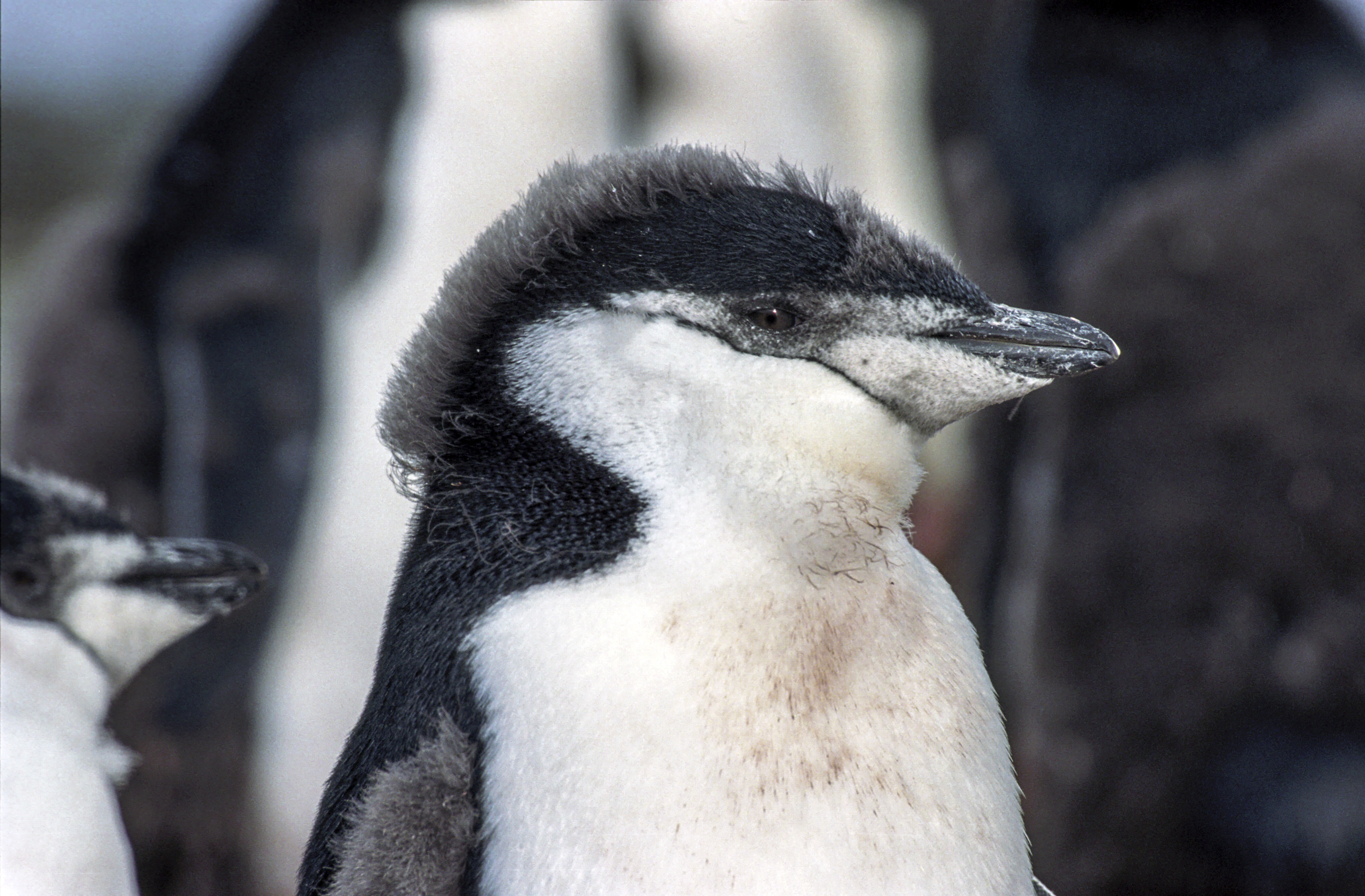
幼南極企鵝

## 食物
南極企鵝的食物包括小型的淺水生活動物、磷蝦、小型的魚類和其他水生的甲殼類動物。牠們是岸邊的掠食者，常會在浮冰上覓食，當然牠們亦偶爾會在遠岸的海洋出現。牠們喜歡在離自己繁殖地不遠的地方掠食。牠們主要集中在半夜或正午來潛水覓食，而每一次潛下去一直也不會維持多於一分鐘，也鮮少深逾200呎。跟大部分的企鵝一樣，南極企鵝用其鰭狀肢划水前進，時速可達32.5公里。在陸上，南極企鵝以腹著地滑動前進，以腳部和鰭狀肢作推進。在攀爬斜坡或離開水面時，牠們會用四肢來作推進。

## 外部連結
- 關於所有企鵝的資料（页面存档备份，存于）
- 70south.com：關於南極企鵝的資料
- 南極企鵝的圖片 （页面存档备份，存于）
- 企鵝世界：南極企鵝 （页面存档备份，存于）